# 1837年の相撲
1837年の相撲（1837ねんのすもう）は、1837年の相撲関係のできごとについて述べる。

## 興行
- 1月場所（江戸相撲）[1]
  - 興行場所:本所回向院
  - 2月19日（旧1月15日）より晴天10日間興行
- 9月場所（大坂相撲）[2]
  - 興行場所:難波新地
  - 晴天10日間興行
- 10月場所（江戸相撲）[2]
  - 興行場所:本所回向院
  - 11月17日（旧10月20日）より晴天10日間興行